# Antonio Vivarini

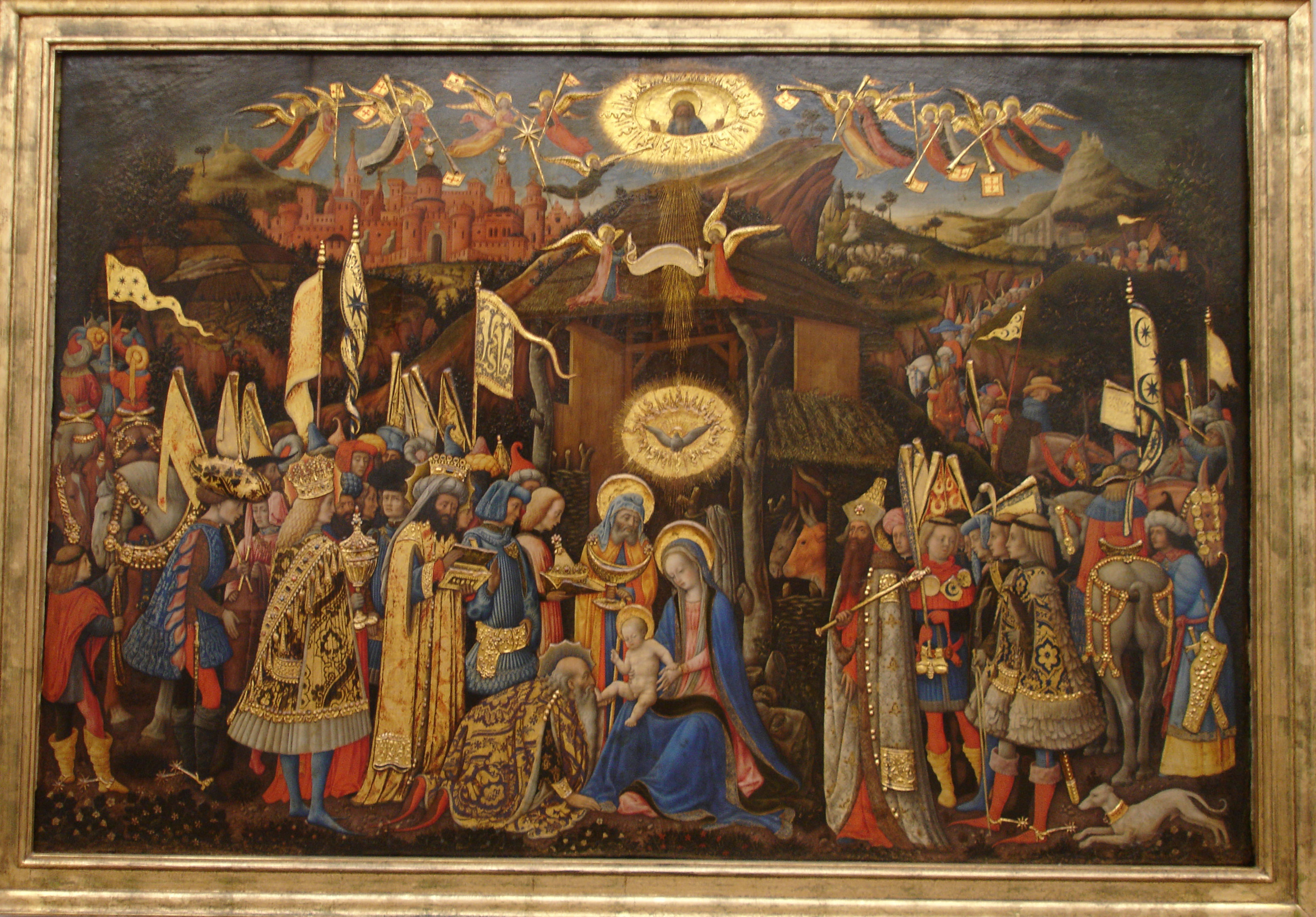
Adorazione dei Magi di Berlino

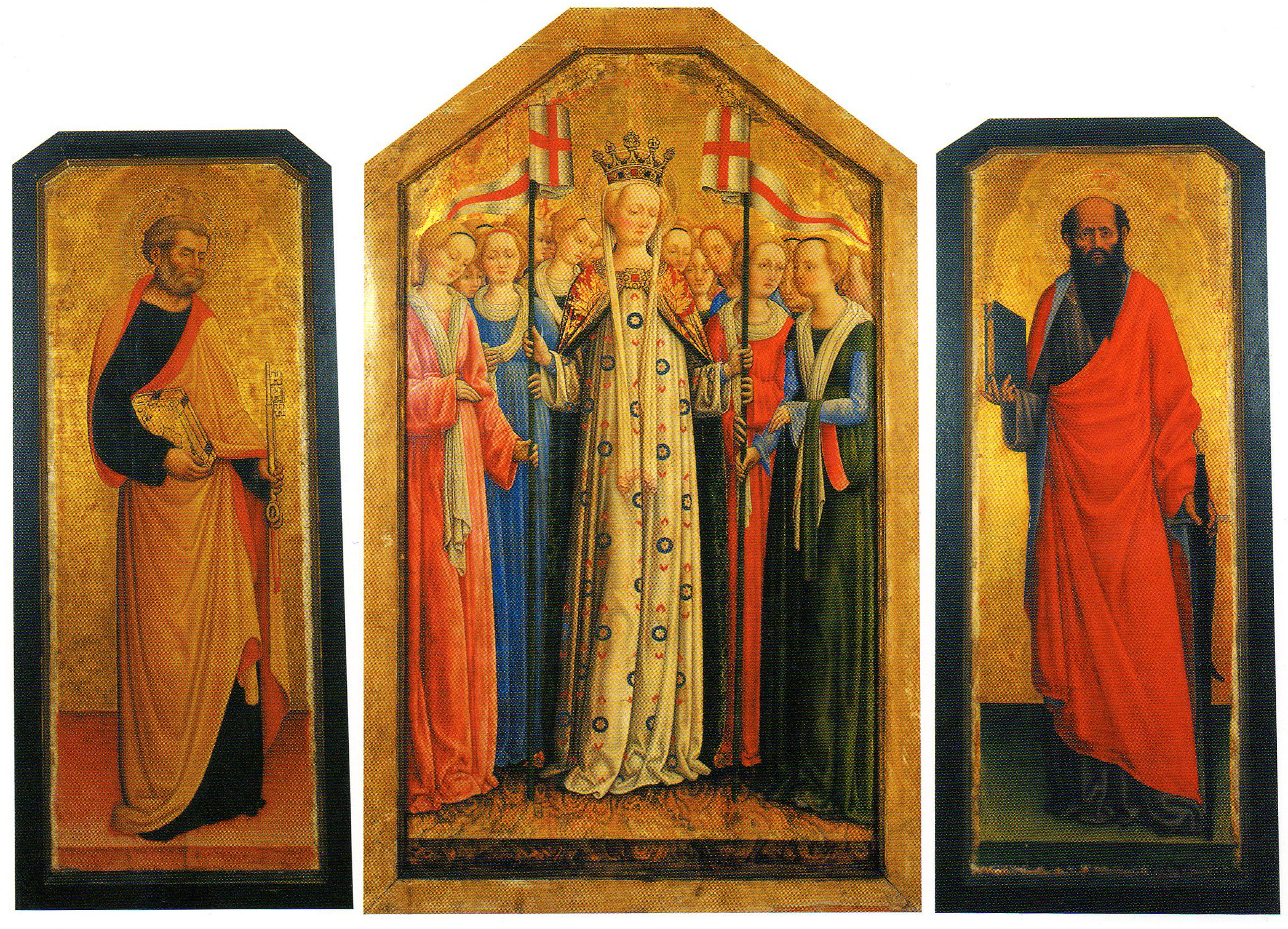
Antonio Vivarini, Polittico di sant'Orsola, 1440-1445, Brescia, Museo diocesano

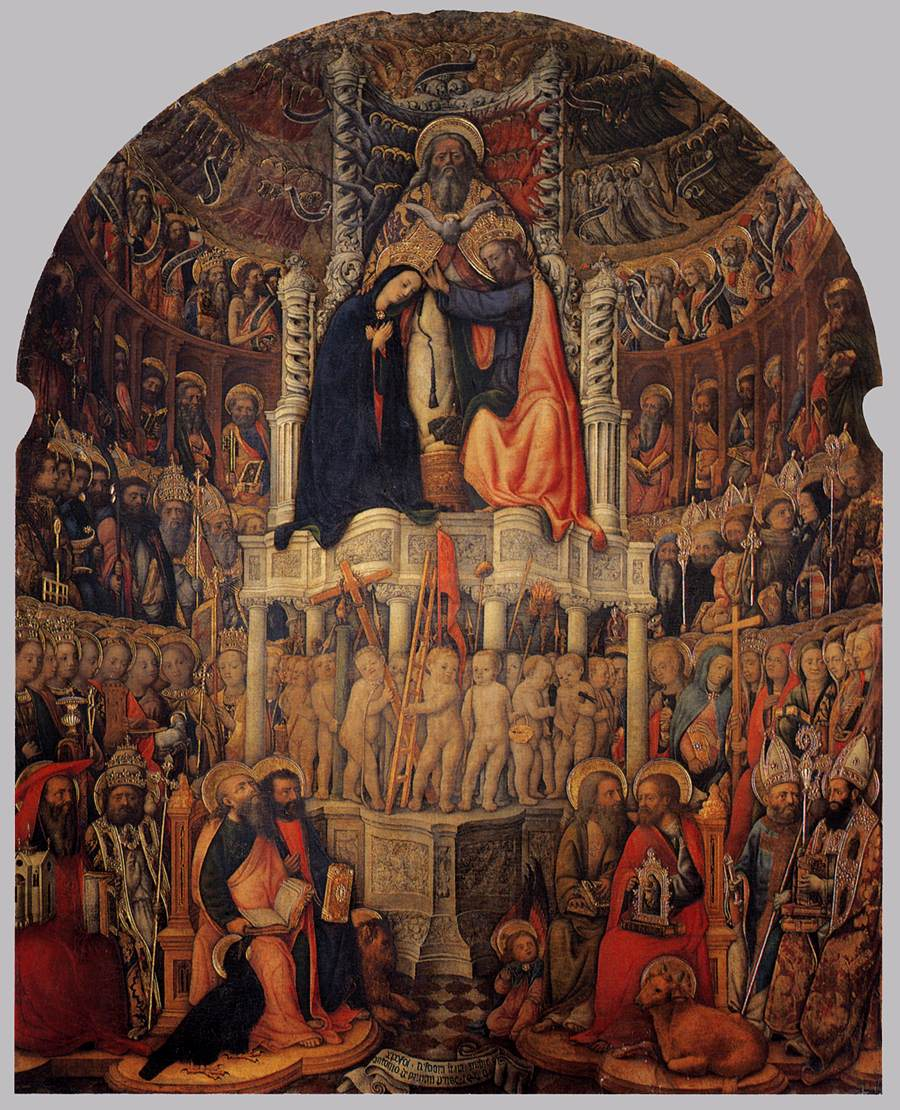
Antonio Vivarini, Incoronazione della Vergine. Venezia, chiesa di San Pantaleone

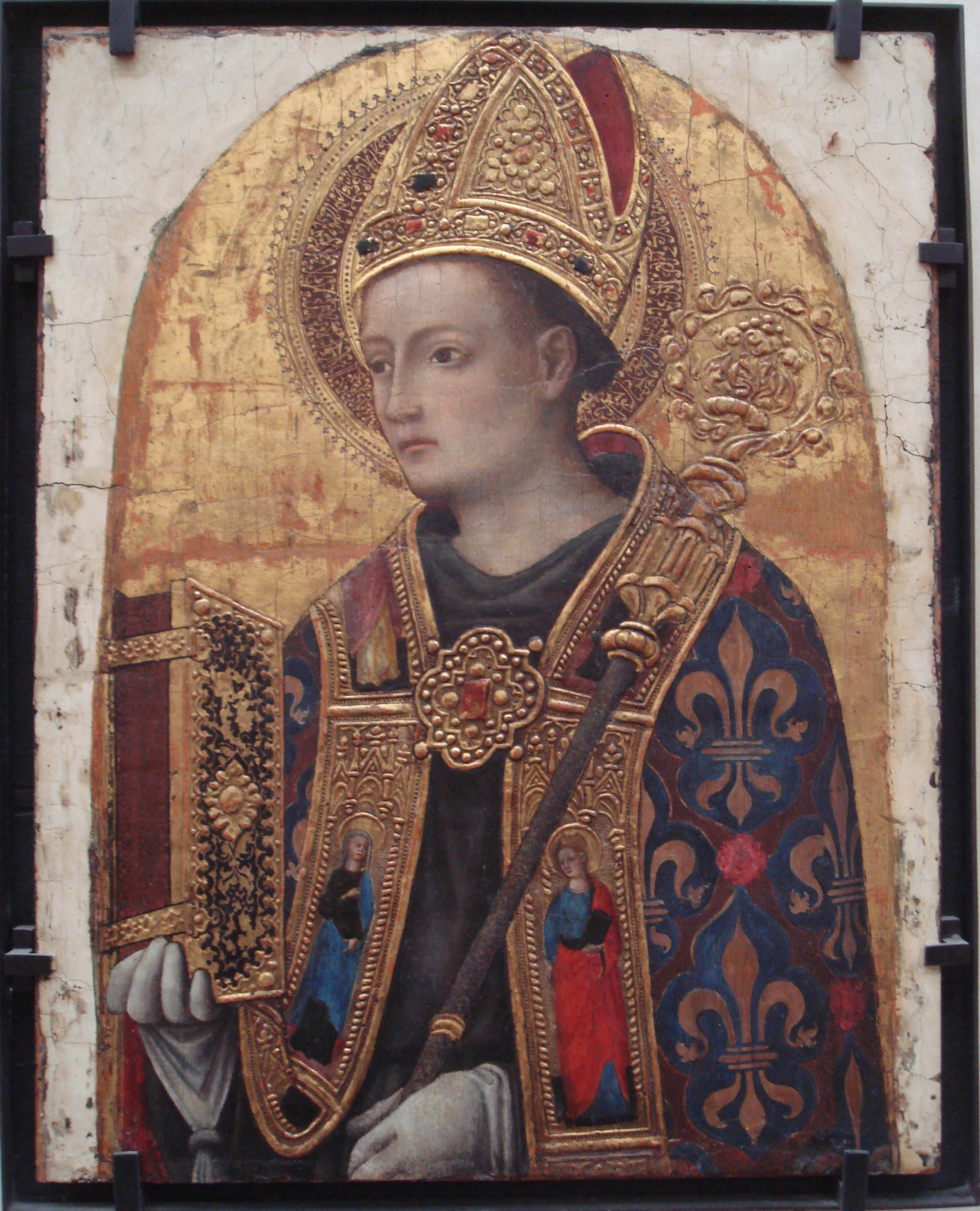
Antonio Vivarini, San Ludovico di Tolosa al Louvre

Antonio Vivarini, detto anche Antonio da Murano (Murano, 1418 circa – Venezia, tra il 1476 e il 1484), è stato un pittore italiano.

## Biografia
Antonio Vivarini, proveniente da una famiglia di vetrai attivi a Murano, fu caposcuola di una delle più importanti botteghe della pittura tradizionale veneziana della prima metà del XV secolo. È comunemente considerato un esponente della cosiddetta scuola di Murano e le sue opere sono profondamente influenzate da Gentile da Fabriano e segnano il passaggio dal Gotico fiorito al Rinascimento.
 La sua prima opera conosciuta è una pala d'altare, conservata oggi all'Accademia di Venezia, datata 1440, dimostra la sua autonomia artistica, allontanandosi dalla forma che lo aveva preceduto, realizzando figure anatomiche compatte e plastiche, divergendo da quella parte gotica decorativa ma dando tridimensionalità nella rappresentazione degli spazi; il suo ultimo dipinto, conservato a Roma, è datato 1464, anche se ci sono documenti che attestano che il pittore era ancora in vita nel 1470.
Lavorò spesso con Giovanni d'Alemagna, spesso identificato con il cognato Giovanni da Murano, con il quale iniziò la decorazione ad affresco della cappella Ovetari nella chiesa degli Eremitani a Padova, sodalizio artistico che oltre a dare all'artista di Murano una nuova impronta, terminò solo con la morte di Giovanni nel 1450. Difficile decidere quali parti dei lavori eseguiti in collaborazione furono realizzate da uno o dall'altro artista. Lavorarono a fianco dei più giovani Nicolò Pizzolo e Andrea Mantegna. Alla morte improvvisa di Giovanni, Antonio si fece liquidare per il lavoro eseguito, lasciò definitivamente Padova tornando a Venezia. 
Fu anche l'arrivo dei nuovi artisti fiorentini, chiamati a decorare la basilica di San Marco, ad interessarlo e in particolare è importante il periodo trascorso a Padova dove poté studiare i lavori di Donatello.
Dopo il 1450 Antonio dipinse principalmente da solo o insieme al fratello minore Bartolomeo, realizzando numerose pale d'altare e polittici, in particolare per le chiese di Venezia: le sue opere presentano una considerevole attenzione ad una cromaticità delicata e raffinata, soprattutto negli incarnati. Gli ultimi lavori di Antonio non furono però tra i suoi migliori. La differenza tra i due fratelli è marcata, uno pacato nella pittura, mentre Bartolomeo spigoloso e incisivo, aveva fatto sì che Antonio firmasse da solo gli ultimi suoi lavori, non sempre però di ottima fattura, lasciando molte della commissioni al fratello. Solo uno fu firmato da entrambi, il polittico Incoronazione della Vergine e Santi di Osimo datato 1464.
La sua bottega fu proseguita, oltre che dal fratello Bartolomeo, anche dal figlio Alvise.

## Opere principali
In collaborazione con Giovanni da Murano:
- Polittico, Parenzo, basilica Eufrasiana
- Madonna col Bambino benedicente, 1440, Venezia, Gallerie dell'Accademia
- Pala di San Girolamo, 1441, da Santo Stefano di Venezia, Vienna, Kunsthistorisches Museum
- Polittico di Santa Sabina, 1443, Venezia, chiesa di San Zaccaria, cappella di San Tarasio: eseguito in collaborazione con Giovanni d'Alemagna e con l'intagliatore Ludovico da Forlì
- Incoronazione della Vergine, 1444, Venezia, chiesa di San Pantalon
- Trittico di San Moisè, 1443, smembrato e conservato in parte dalla National Gallery (Londra), e il pannello centrale nella Chiesa di San Tomaso Cantuariense (Padova);
- Adorazione dei Magi, 1445, Gemäldegalerie di Berlino
- Vergine in trono con i quattro dottori della Chiesa, 1446, Venezia, Gallerie dell'Accademia, considerato uno dei migliori lavori eseguiti dai due artisti
- Quattro Evangelisti , 1445-1450, Padova, chiesa degli Eremitani, volta della cappella Ovetari
- Polittico di Praglia, 1448, Milano, Pinacoteca di Brera
- San Ludovico di Tolosa, 1450, Parigi, Louvre
- Polittico di sant'Orsola, 1440-1445, Brescia, Museo diocesano

Da solo o in collaborazione col fratello Bartolomeo:
- Polittico, 1450 dalla Chiesa di San Girolamo alla Certosa di Bologna, Pinacoteca Nazionale di Bologna
- Santi Chiara e Giovanni Battista, 1451 da San Francesco di Padova, Vienna, Kunsthistorisches Museum
- Trittico: Annunciazione e Santi Agostino e Filippo Benizzi. 1452, Gazzada Schianno, Museo di Villa Cagnola
- Polittico della Natività, Praga, Národní Galerie
- Santi Petronio e Giacomo e Santi Giovanni Battista e Ludovico da Tolosa, Avignone, Musée du Petit Palais
- Santi Pietro e Girolamo e Santi Francesco e Marco, Londra, National Gallery
- Nascita di sant'Agostino, Londra, Courtauld Gallery
- Polittico Incoronazione della Vergine e Santi. 1464, Osimo, Museo Civico[3][4]
- Polittico Madonna col Bambino e Santi, Milano, Pinacoteca di Brera[5]
- San Bernardino da Siena, Philadelphia Museum of Art
- Santa Caterina d'Alessandria, collezione privata, Svizzera
- Trittico da Surbo, Bari, Pinacoteca Provinciale
- Polittico (Madonna in trono con bambino, San Francesco, San Cristoforo, San Bernardino da Siena, Sant'Antonio da Padova, Santa Lucia, Santa Margherita, San Nicola, San Cosma e Gesù Cristo), 1474, in Rutigliano, provincia di Bari, Collegiata Santa Maria della Colonna e San Nicola; il polittico di Rutigliano è l'opera vivarinesca più antica presente in Puglia.
- Santi Chiara, Sant'Agostino e San Bernardino, Andria, Museo diocesano